# Comité suprême de la lutte crétoise
Le comité suprême de la lutte crétoise, en grec moderne : Ανωτάτη Επιτροπή Αγώνος Κρήτης / Anotáti Epitropí Agónos Krítis (AEAK), est une organisation de résistance crétoise, en Grèce, fondée en juin 1941. Elle est la première organisation de résistance armée fondée en Grèce après son occupation, par les puissances de l'Axe et est un précurseur de l'Organisation nationale de Crète (EOK).

## Fondation
Le comité suprême de la lutte crétoise est créée à La Canée, le 15 juin 1941, deux semaines après la fin de la bataille de Crète et l'occupation de l'île par les Allemands. Ses membres fondateurs sont Ioannis Paizis, un médecin de La Canée, Andreas Papadakis, un colonel vétéran de la guerre gréco-turque de 1919-1922, les avocats Titos Georgiadis, Ioannis Ioannidis et Andreas Polentas, en tant que secrétaire général. Le président de la Cour d'appel de Crète, Aristomenis Karakoulakis, rejoint le comité directeur de l'organisation.
L'AEAK est vénizéliste par son idéologie. Certains de ses membres fondateurs (par exemple Papadakis et Paizis) ont participé à la tentative de coup d'État manquée contre le régime de Métaxas, en 1938.

## Activité
L'organisation a son siège chez Papadakis à Vourvoures, un endroit isolé entre les villages d'Así Goniá et Kallikrátis. L'AEAK a coordonné le sauvetage et l'évacuation de nombreux soldats alliés qui étaient restés bloqués, en Crète, après son occupation. Elle a également participé à la collecte de renseignements militaires et à leur partage avec les agents du Special Operations Executive, opérant en Crète. 
Les activités d'Andreas Polentas sont dénoncées aux Allemands, qui l'arrêtent et l'exécutent, à la prison d'Agia, le 21 décembre 1942.
L'AEAK est ensuite intégré à l'Organisation nationale de Crète (EOK), qui est créé en juillet 1943.

## Source de la traduction
- (en) Cet article est partiellement ou en totalité issu de l’article de Wikipédia en anglais intitulé « Supreme Committee of Cretan Struggle » (voir la liste des auteurs).